# Бенгта Сунесдоттір
Бенгта (лат. Бенедикта) Сунесдоттір Бьєльбська (швед. Bengta Sunesdotter ; пом.1261) — шведська шляхтянка й черниця. Жертва викрадення дівчини з Врети, де її, як і її матір, принцесу Гелену Шведську до неї, та її дочку Інгрід Свантеполксдоттер, викрав з абатства Врета (Vreta kloster) чоловік з метою шлюбу. Її викрадення стало темою народної пісні «Викрадення молодого Ларса» (Junker Lars klosterrov).

## Біографія
Бенгта була дочкою принцеси Гелени й Суне Фолькессона, сестрою королеви Швеції Катаріни. Для навчання Бенгту помістили в абатство Врета. 
У 1244 році її викрав Ларс Петерссон, юстиціар Естерйотланда, з яким вона подорожувала до Норвегії. Одна з теорій полягає в тому, що Ларс був онуком короля з династії Св. Еріка і хотів об’єднати цю династію з династією Бенгти Сверкерів. Можливо, він також мав проєкти на троні. Бенгта кілька років жила з Ларсом у Норвегії. 
Після смерті викрадача принцеса повернулася до Швеції й одружилася з високопоставленим шляхтичем Свантеполком Кнутссоном, лордом Вібі. В цьому шлюбі народила кількох дочок, серед яких Інгрід та син Кнуд, який помер бездітним.

## Інші джерела
- Agneta Conradi Mattsson (1998) Riseberga kloster, Birger Brosa & Filipssönerna (Vetenskapliga skrifter utgivna av Örebro läns museum) ISBN 91-85642-24-X
- Dick Harrison (2002) Jarlens sekel - En berättelse om 1200-talets Sverige (Ordfront, Stockholm) ISBN 91-7324-999-8

## Пов’язане читання
- Mia Korpiola (2009) Between Betrothal and Bedding: Marriage Formation in Sweden 1200-1600 (BRILL) ISBN 9789047426769